# Gregor Trakis
Gregor Trakis (* 1967 in Hof) ist ein deutscher Theaterschauspieler.

## Leben
Trakis studierte von 1987 bis 1989 an der Schauspielschule Zerboni. Sein erstes fixes Engagement hatte er am Stadttheater Trier. Danach wechselte er an das Landestheater Detmold, ans Theater in Erfurt und ging danach nach Ingolstadt. Von 2005 bis 2014 war er im Verband des Staatstheaters Mainz. Danach war er von 2014 bis 2017 am Theater Augsburg. Seit der Spielzeit 2017/18 ist er festes Ensemblemitglied des Saarländischen Staatstheaters.

## Rollen (Auswahl)
- Onkel Wanja; als Onkel Wanja; Staatstheater Mainz
- Wer hat Angst vor Virginia Woolf?; Georg; Staatstheater Mainz
- Ein Sommernachtstraum; als Puck; Staatstheater Mainz
- Biedermann und die Brandstifter; als Biedermann; Staatstheater Mainz
- Die Katze auf dem heißen Blechdach, als Gooper; Staatstheater Mainz
- 2014/15: Die Katze auf dem heißen Blechdach; als Big Daddy; Theater Augsburg
- 2014/15: Sindbad der Seefahrer; als Sultan Alim, Herrscher des Landes; Theater Augsburg
- 2014/15: Die Heilige Johanna der Schlachthöfe; Graham (Packherr), Arbeiter; Theater Augsburg
- 2015: Der ideale Mann; als Sir Robert Chiltern, Staatssekretär im Auswärtigen Amt; Theater Augsburg
- 2015/16: Gift. Eine Ehegeschichte; als ER, Regie: Maria Viktoria Linke
- 2016: Ein Sommernachtstraum; als Hippolyta/Titania/Robin Hungerleider/Mond, Regie: Christoph Mehler, Theater Augsburg
- 2016: Die Geierwally; als Nikodemus Klotz, Regie: Gregor Tureček, Theater Augsburg
- 2016: Der jüngste Tag; als Alfons, Regie: Maria Viktoria Linke, Theater Augsburg
- 2016: Pünktchen und Anton; als Herr Pogge, Regie: Martina Eitner-Acheampong, Theater Augsburg
- 2017: Nathan der Weise; als Nathan, Regie: Bettina Bruinier
- 2018: Blues Brothers; als Elwood Blues, Regie: Matthias Straub